# Міжнародний день анімації
Міжнародний день анімації (англ. International Animation Day) — міжнародне свято всіх тих, хто так або інакше причетний до анімації та мистецтва мультиплікації. Відзначається щороку 28 жовтня.

## Історія свята
Дата святкування «міжнародного дня анімації» була обрана невипадково. Саме у цей день у 1892 році художник та винахідник з Франції Еміль Рено продемонстрував поважній паризькій публіці, котра зібралася у залі «Кабінету фантастики» музею Гревен, «светящиеся пантомимы» — рухомі зображення, відтворені на екрані (простіше кажучи — мультфільми).
Анімація зазнала різних змін протягом багатьох десятиліть. У 1894 році про намальовані картинки на деякий час забули, але після того, як ідею рухомих зображень поєднали з винаходом братів Люм'єр, вони повернули собі популярність. Пізніше, з появою комп'ютерів, виникла і комп'ютерна анімація. У наш час ці технології настільки стали популярними, що непрофесіоналу іноді складно визначити, що ж він бачить на екрані — «живе» кіно чи анімоване.
«Міжнародна асоціація анімаційного кіно» (англ. The International Animated Film Association, ASIFA), а конкретніше — її паризьке відділення, у 2002 році заснувала це свято на честь 110-річчя першої публічної демонстрації Емілем Рено свого винаходу.
Напередодні міжнародного дня анімації художники-аніматори практично з усього світу обмінюються програмами своїх фільмів і влаштовують  прем'єрні покази власних творінь. У наш час подібні анімаційні кіносеанси одночасно проходять вже у 104 країнах світу, в тому числі й в Україні.
З історичної точки зору, правильніше звернути увагу на більш ранню, і що важливо, документально підтверджену дату народження анімації (мультиплікації). Французи, як родоначальники цього виду мистецтва, вважають днем народження мультиплікації 30 серпня 1877 року. Саме тоді було запатентовано винахід праксиноскопа французьким винахідником-самоучкою Емілем Рено (фр. Emile Reynaud). Дещо раніше, 20 липня 1877 року, Еміль Рено представив доповідь перед членами Французької академії і продемонстрував праксиноскоп (англ. praxinoscope) — апарат, зібраний із коробки з-під печива і дзеркального барабану, та який дозволяв переглядати на прозорій стрічці фазові картинки, що створювали ілюзію руху фігур.
Таким чином, мистецтво мультиплікації майже на 20 років давніше жанру кіно.